# Rivoluzione ungherese del 1956
La rivoluzione ungherese del 1956, nota anche come insurrezione ungherese, primavera ungherese, primavera di Budapest o semplicemente rivolta ungherese, fu una sollevazione armata, di spirito antisovietico, divampata nell'allora Ungheria socialista, che durò dal 23 ottobre al 10-11 novembre 1956. Dapprima contrastata dall'ÁVH (la polizia segreta ungherese), fu infine duramente repressa dall'intervento armato delle truppe sovietiche del maresciallo Ivan Stepanovič Konev. Morirono circa 2700 ungheresi di entrambi gli schieramenti, a favore e contrari alla rivoluzione, e 720 soldati sovietici. I feriti furono migliaia e circa 250000 (circa il 3% della popolazione dell'Ungheria) furono coloro che lasciarono il proprio Paese per rifugiarsi in Occidente. La rivoluzione portò a una significativa caduta del sostegno alle idee del bolscevismo tra i cittadini delle nazioni del blocco occidentale.

## Panoramica
La rivolta ebbe inizio il 23 ottobre 1956 da una manifestazione pacifica di alcune migliaia di studenti (a cui poi si aggiunsero diverse migliaia di ungheresi) a sostegno degli studenti della città polacca di Poznań, in cui una manifestazione era stata violentemente repressa dal governo. In seguito si trasformò in una rivolta contro la dittatura di Mátyás Rákosi, un appartenente alla "vecchia guardia" stalinista, e contro la presenza sovietica in Ungheria.
Nel giro di alcuni giorni, sempre più ungheresi si unirono alla rivolta o la sostennero. I rivoluzionari ottennero il controllo su molte istituzioni e su un vasto territorio. I partecipanti iniziarono a rafforzare le loro politiche. Si verificarono esecuzioni sommarie di filo-sovietici e membri della polizia politica ÁVH, particolarmente invisa alla popolazione.
Dopo varie vicissitudini il Partito Ungherese dei Lavoratori nominò primo ministro Imre Nagy, che concesse gran parte di quanto richiesto dai manifestanti, finendo per interpretare le loro istanze, identificandosi con la rivoluzione in corso.
Il 3 novembre, in un acquartieramento dell'Armata Rossa comandato dal generale Malinin, durante la ripresa dei colloqui di trattative con i sovietici in merito al ritiro dell'Armata Rossa in seguito alla dichiarazione di neutralità del 1º novembre, l'appena nominato ministro della difesa, generale Pál Maléter, fu arrestato da militari del KGB al comando di Ivan Serov, assieme a tutta la delegazione ungherese, nonostante le proteste dello stesso Malinin.
Nelle prime ore del mattino del 4 novembre, Imre Nagy si rifugiò nell'ambasciata iugoslava, grazie a un salvacondotto fornitogli da quel paese. Il 22 novembre, per un tacito accordo intervenuto nel frattempo tra Tito e Chruščёv, dopo una visita del secondo al primo a Brioni, venne consegnato ai sovietici.
Nagy e Maléter saranno poi processati e successivamente impiccati (e non fucilati, come riportato da qualche fonte) dopo quasi due anni (il 16 giugno 1958, assieme al giornalista Miklós Gimes). Ebbe così fine tra il 4, giorno dell'entrata dell'Armata Rossa a Budapest, e il 7 novembre, con l'insediamento di fatto di un governo filo-sovietico capeggiato da János Kádár, la "Rivoluzione del '56".

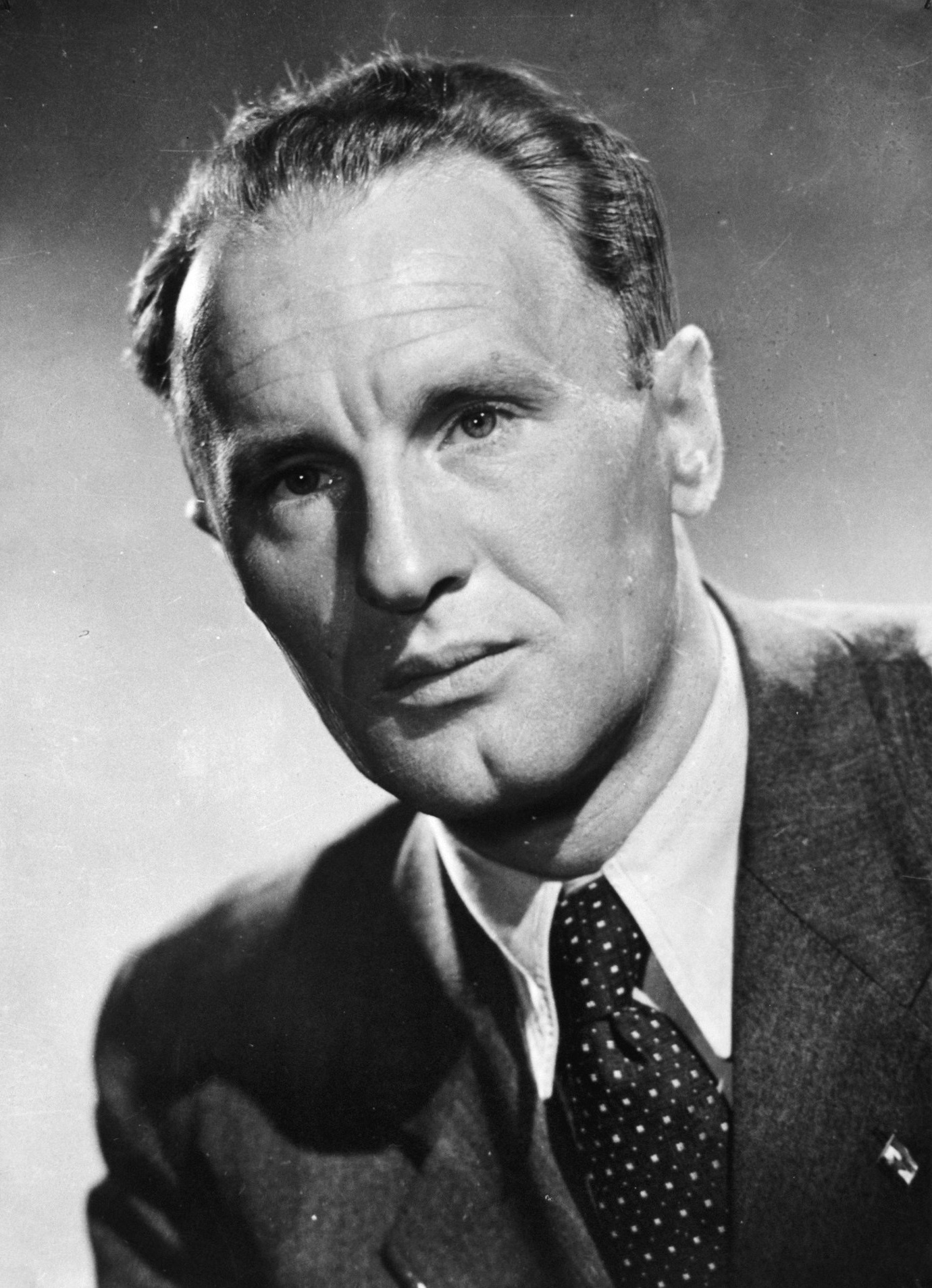
János Kádár

Nell'autunno del 1956 le truppe sovietiche intervennero in Ungheria in due occasioni, sempre per puntellare governi favorevoli ai sovietici: per la prima volta le truppe già di stanza in Ungheria sostennero il governo stalinista nella fase di passaggio dal governo di András Hegedüs che collassò il 23 ottobre, al governo Nagy, su richiesta del CC del partito socialista ungherese al potere.
La seconda, utilizzando truppe corazzate provenienti dall'Unione Sovietica (invasione), fu a sostegno del governo Kádár, la cui formazione (avvenuta realmente in esilio il 4 novembre, ma insediatosi a Budapest il 7), fu poi retrodatata al 3 novembre in modo da poter sostenere la tesi che anche quella volta le truppe fossero state formalmente invitate a intervenire da un governo "legittimo".
Nella notte del 23 ottobre e nei giorni successivi, l'ÁVH ungherese sparò ai dimostranti. Le truppe sovietiche (già presenti in Ungheria) nel primo intervento tentarono di mantenere l'ordine nei dintorni delle proprie caserme. La resistenza armata degli insorti e l'intervento mediatore del governo Nagy, oltre al collasso del Partito Socialista Ungherese, portarono a un cessate il fuoco tra le truppe sovietiche e gli insorti il 28 ottobre 1956.
La notte del 4 novembre 1956 l'Armata Rossa, che era entrata in Ungheria in forze nei giorni precedenti, intervenne, lanciando un'offensiva con più divisioni appoggiate da artiglieria e aeronautica contro Budapest. Entro il gennaio 1957 Kádár aveva posto fine alla rivolta.
A causa del rapido cambiamento nel governo e nelle politiche sociali, ma soprattutto del massiccio coinvolgimento del popolo ungherese, nonché dell'impiego delle forze armate per raggiungere fini politici, questa insurrezione va considerata come una rivoluzione.

## La rivolta

### Preludio

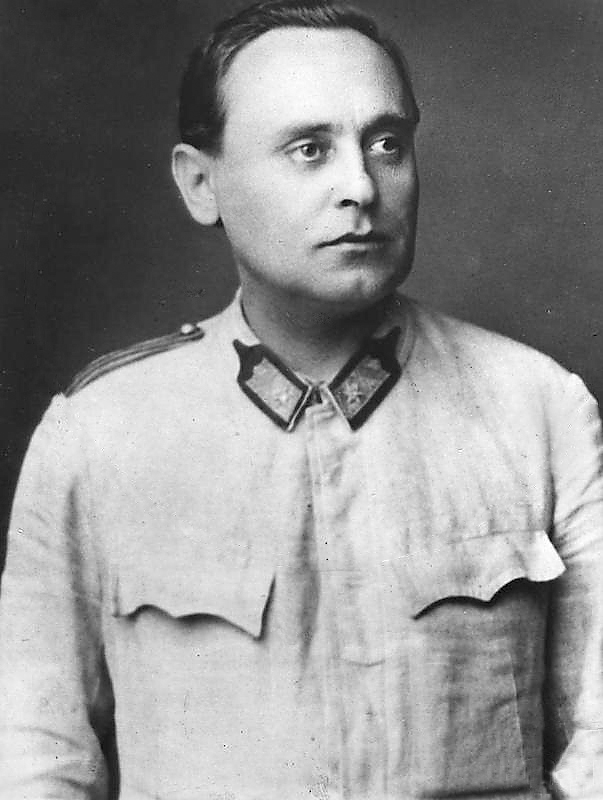
Ferenc Szálasi

Negli anni trenta, il reggente d'Ungheria, il militarista di destra Miklós Horthy, strinse un'alleanza con la Germania nazista, nella speranza di recuperare alcune delle perdite territoriali dovute al trattato del Trianon, che aveva fatto seguito alla prima guerra mondiale. Avendo guadagnato dei territori grazie alle concessioni del primo e secondo arbitrato di Vienna e nel Banato, l'Ungheria entrò infine nella seconda guerra mondiale nel 1941, combattendo principalmente contro l'Unione Sovietica. Nell'ottobre 1944, Hitler rimpiazzò Horthy con il collaboratore nazista ungherese Ferenc Szálasi e il suo partito delle Croci Frecciate, allo scopo di evitare la defezione dell'Ungheria a favore dell'Unione Sovietica, com'era avvenuto pochi mesi prima con la Romania.
Le Croci Frecciate aderirono in pieno alla politica razziale tedesca: durante la fase finale della guerra più di 400000 ebrei ungheresi e diverse decine di migliaia di zingari furono deportati nei campi di sterminio nazisti.
Alla fine della seconda guerra mondiale, vennero ripristinati i confini ungheresi del 1920, eccetto piccole perdite territoriali a favore della Cecoslovacchia. L'Ungheria divenne parte della sfera d'influenza sovietica e dopo un brevissimo periodo di democrazia multipartitica, si trasformò gradualmente in uno Stato comunista nel biennio 1947-1949, sotto la dittatura di Mátyás Rákosi e del Partito dei Lavoratori Ungheresi. Le truppe sovietiche erano entrate in Ungheria nel settembre 1944; inizialmente come esercito invasore e forza di occupazione, quindi su invito nominale del governo ungherese e infine in base all'appartenenza dell'Ungheria al Patto di Varsavia.

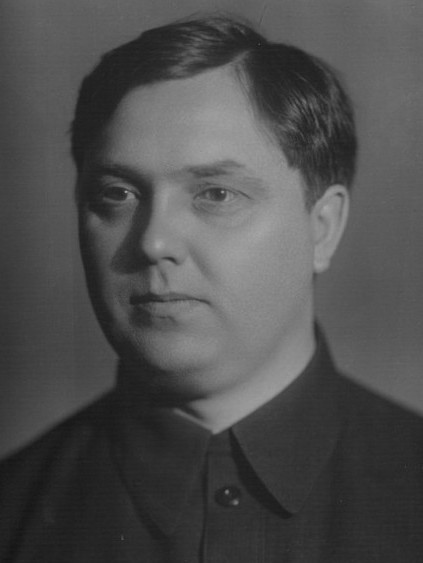
Georgij Malenkov

Il 5 marzo 1953 morì Iosif Stalin, lasciando un vuoto di potere al vertice dell'Unione Sovietica. Si aprì quindi una fase caratterizzata da un breve periodo di relativa "destalinizzazione" - durante la quale vennero tollerati velati sentimenti anti-stalinisti. La maggior parte dei partiti comunisti europei iniziò a esprimere un'ala "revisionista". Il 17 giugno dello stesso anno i lavoratori di Berlino Est diedero vita ad una insurrezione, richiedendo le dimissioni del governo della SED. Questa venne repressa rapidamente e con violenza, con l'aiuto dell'esercito sovietico. Il numero delle vittime fu tra le 125 e le 270.
Il 13 giugno 1953, prima dell'insurrezione anticomunista di Berlino Est, il Politburo dell'URSS convocò i dirigenti comunisti ungheresi al Cremlino e defenestrò il primo ministro ungherese Mátyás Rákosi, "il miglior discepolo ungherese di Stalin", imponendogli di cedere il posto di primo ministro ad Imre Nagy, che era già stato ministro dell'Agricoltura in governi precedenti, ed era inviso a Rákosi. Fu Malenkov colui che sostenne con forza Nagy. Dopo l'insediamento del governo Nagy, il 4 luglio, iniziò la liberazione di prigionieri politici, vittime delle "purghe" di Rákosi. Vennero prese diverse misure di liberalizzazione in campo economico, politico e culturale. Iniziò inoltre la convivenza tra due personaggi politici tra loro incompatibili: Nagy e Rákosi.
Nel gennaio del 1955 il Politburo sovietico convocò al Cremlino i dirigenti comunisti ungheresi e attaccò violentemente Nagy. Il ruolo dell'accusatore lo svolse lo stesso Malenkov (Lavrentij Beria era stato nel frattempo arrestato e giustiziato nel dicembre 1953 e, quindi, non faceva più parte della delegazione che ricevette gli ungheresi, come nel 1953), che aveva sostenuto Nagy nel 1953. Le accuse riguardavano la gestione dell'agricoltura, che non aveva replicato il sistema dei kolchoz sovietici, ed un eccessivo liberalismo, che avrebbe provocato una (blanda) manifestazione antisovietica durante un incontro tra le nazionali di pallanuoto dei due paesi, a Budapest, l'anno precedente, ed in generale il "deviazionismo borghese". Le accuse si svolsero sulla base di un dossier preparato da Andropov, allora ambasciatore sovietico a Budapest. Poco dopo Nagy ebbe un lieve infarto. Dimesso dall'ospedale, durante la sua convalescenza, grazie all'azione di Rákosi, venne destituito da primo ministro.
Il 25 marzo 1955 l'Organizzazione giovanile comunista ungherese fondò a Budapest il "circolo Petőfi", che avrà un ruolo essenziale negli avvenimenti del 1956. Il circolo era intitolato a Sándor Petőfi, il poeta che secondo la leggenda avrebbe scatenato la rivoluzione del 1848 con la lettura di una sua poesia.
Il 18 aprile 1955 divenne primo ministro András Hegedüs, un uomo di Rákosi. Il 14 maggio 1955 nacque il Patto di Varsavia, che legava l'URSS ed i "Paesi satelliti" ad un'alleanza militare di "reciproca assistenza". Poco dopo Chruščëv si recò a Belgrado, per riallacciare i rapporti con Tito, rotti in maniera drammatica all'epoca di Stalin.
Il 15 maggio 1955 venne firmato il trattato di Stato austriaco, che pose fine all'occupazione alleata dell'Austria, che diventò quindi una nazione indipendente e demilitarizzata. Come diretta conseguenza, il 26 ottobre 1955 l'Austria dichiarò formalmente la propria neutralità. Il trattato e la dichiarazione cambiarono significativamente le strategie della pianificazione militare nella guerra fredda, in quanto crearono un cordone neutrale che spaccava la NATO da Vienna a Ginevra e aumentava l'importanza strategica dell'Ungheria per il Patto di Varsavia.
Tra giugno e luglio 1955 continuò un certo processo di "normalizzazione". Rajk, impiccato nel 1949 per "titismo", venne riabilitato post mortem, sia pure solo con un documento interno al partito socialista. Il cardinale József Mindszenty venne trasferito dal carcere al domicilio coatto nel castello di Almassy, presso Felsőpetény.
I sovietici volevano tenere sotto controllo il potere in Ungheria, ma non il ritorno ai metodi del passato. Autorizzarono una certa opposizione, sia pure entro limiti molto stretti. Vi fu un certo fermento tra gli intellettuali, gli scrittori, gli studenti, con giornali e pubblicazioni. Rákosi regnava per interposta persona, ma la sua libertà di movimento era limitata da Mosca.
Nell'ottobre 1955 cinquantanove famosi scrittori ed artisti firmarono un manifesto di protesta contro i metodi brutali usati nei confronti degli intellettuali. Rákosi cercò di avere ragione di questa "minirivolta", ma senza successo. Il 3 dicembre dello stesso anno Imre Nagy venne espulso dal partito. Il 25 febbraio 1956 ebbe luogo a Mosca il XX Congresso del Partito Comunista dell'Unione Sovietica. Nikita Chruščёv denunciò il "culto della personalità" di Stalin e le sue "violazioni della legalità socialista". Ebbe così inizio la destalinizzazione, ma il 28 giugno a Poznań, in Polonia, tumulti operai vennero repressi dalla polizia.
Il 13 luglio 1956 la destalinizzazione segnò la fine della carriera di Rákosi. Il Cremlino, preoccupato dai rapporti di Andropov, spedì Anastas Mikojan a Budapest, che lo liquidò imponendogli di "ammalarsi" e di andare in Russia per un ciclo di cure. Per liquidarlo lo colse in fallo nel giudizio sul circolo Petőfi. Per Rákosi quello era un covo di nemici del popolo, ma Mikojan lo contraddisse: per Rákosi fu la fine. Cinque giorni dopo Rákosi fu costretto a dimettersi da Segretario Generale del Partito Socialista Ungherese e venne rimpiazzato da Ernő Gerő, suo ex "fedele luogotenente", più pronto di lui a cogliere il cambiamento del vento. Il 6 ottobre 1956 ebbero luogo a Budapest i funerali di Rajk, riabilitato postumo. Vi parteciparono circa 200000 persone, tra le quali Nagy, che teneva al braccio Julia, la vedova di Rajk. Una settimana dopo, il 13 ottobre 1956, Imre Nagy venne riammesso nel partito.
Tra il 19 ed il 21 ottobre 1956 in Polonia, il "revisionista" Władysław Gomułka venne riabilitato ed eletto a capo del Partito Operaio Unificato Polacco, dopo una "prova di forza" con i sovietici. La reinstaurazione di Gomułka ispirerà speranze di grandi riforme e maggiore autonomia in tutta l'Europa orientale. Il 22 ottobre 1956 si svolsero assemblee studentesche nelle principali città universitarie ungheresi. Tutti votarono per l'uscita dalla Gioventù comunista e per la ricostituzione di organi studenteschi autonomi. Il circolo Petőfi si associò al movimento e venne elaborato un documento in 16 punti, che costituì la piattaforma per la manifestazione convocata per il 23 a Budapest, in solidarietà con la Polonia. Ecco i punti principali: uguaglianza nei rapporti con l'Unione Sovietica, processo pubblico a Rákosi, reintegrazione di Nagy, elezioni pluripartitiche, ritiro delle truppe sovietiche (che erano presenti in Ungheria sulla base del trattato di pace a conclusione della seconda guerra mondiale, e non come talvolta erroneamente sostenuto, per il Patto di Varsavia).

### Comincia la rivolta - 23 ottobre

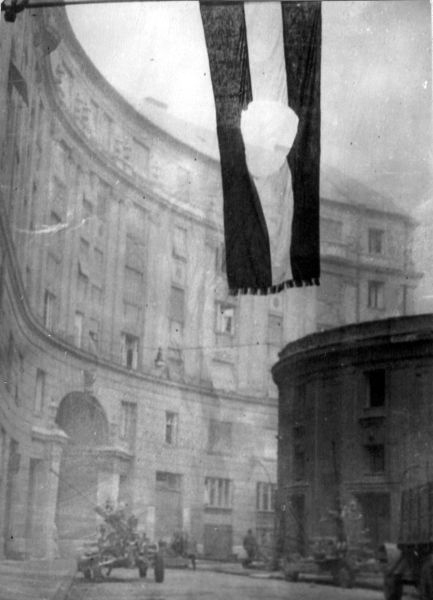
Bandiera ungherese con l'emblema comunista strappato.

Verso le 15 del 23 ottobre 1956, studenti dell'Università di Tecnologia e di Economia di Budapest si riunirono di fronte alla statua di Petõfi a Pest, per inscenare una manifestazione pacifica di solidarietà a favore di Gomułka. Nagy fu reclamato dalla folla e pronunciò un breve discorso dal Parlamento al termine del corteo in serata, ma non ebbe grande successo: la folla fischiò il suo elvtarsak (compagni), parola classica del gergo comunista col quale esordì, perché non ne poteva più di quell'appellativo, né gradì il suo invito a rimettere tutto alle decisioni del Partito. La radio trasmise un discorso minaccioso di Gerõ. Il piccolo raduno iniziale attrasse progressivamente moltissime altre persone e si trasformò rapidamente da dimostrazione in protesta. Molti soldati ungheresi di servizio in città si unirono ai dimostranti, strappando le stelle sovietiche dai loro berretti e lanciandole alla folla. Incoraggiata, questa folla crescente decise di attraversare il grande fiume Danubio che divide in due la città e di muoversi verso il palazzo del Parlamento. All'apice, la folla contava almeno duecentomila persone (ma il numero preciso è difficile da calcolare) senza un leader riconosciuto. I manifestanti demolirono l'enorme statua di Stalin e distrussero diverse librerie sovietiche.
Davanti alla sede della radio ungherese, chiesero che venisse trasmesso un comunicato stilato in 16 punti. La direzione della radio finse di accettare, ma la delegazione accolta nella sede della radio venne arrestata. Al diffondersi della notizia, il palazzo fu preso d'assedio dai manifestanti che chiesero la liberazione immediata della delegazione. La polizia di sicurezza (ÁVH) aprì il fuoco sulla folla, provocando i primi morti tra i manifestanti: iniziò così una vera e propria battaglia. Altre manifestazioni in altri centri del paese conobbero un destino simile: l'ÁVH sparava e uccideva.
In serata, il comitato centrale del partito si riunì e decise di "chiedere l'intervento delle truppe sovietiche in caso di necessità". Fu creato un comitato militare, il 24 si decise la nomina di Imre Nagy a capo del governo, in sostituzione di András Hegedüs, ed egli cooptò due suoi collaboratori. A tarda notte si decise che sussisteva il caso di necessità e venne richiesto l'intervento delle truppe sovietiche. Questo aggravò rapidamente gli scontri e le manifestazioni presero un carattere insurrezionale: le auto della polizia vennero rovesciate e date alle fiamme, dalle fabbriche d'armi e dai lavoratori degli arsenali vennero distribuite armi ai civili. Le sedi dell'ÁVH furono assediate dalla folla. Quando le autorità cercavano di rifornire la polizia di sicurezza, nascondendo le armi in un'ambulanza con sirene e lampeggianti accesi, la folla la intercettava e s'impossessava delle armi.
Quello stesso 23 ottobre l'Unione Sovietica attivò i piani d'emergenza che erano stati predisposti fin dai primi di ottobre, per un'azione di polizia che intervenisse nella situazione interna dell'Ungheria. Il Praesidium del Comitato centrale dell'URSS era preoccupato dalla situazione interna ungherese già da aprile, quando i rapporti di Andropov lo avevano portato a conoscenza del piano di Rákosi per eliminare un gran numero di intellettuali. La preoccupazione era cresciuta in autunno, quando Gerő aveva mostrato di avere perso il controllo del partito. L'intervento sovietico, iniziato di fatto il 24 ottobre, cominciò impiegando forze già presenti in Ungheria. Questi soldati sovietici erano diventati adusi allo stile di vita ungherese. La loro missione tradizionale era quella di difendere l'Unione Sovietica da un'invasione della NATO. Questo primo intervento fu politicamente confuso: ad esempio, quando una colonna di carri armati incontrò una marcia di protesta verso Parlamento, i carri accompagnarono i dimostranti.

### Dal 23 ottobre al 4 novembre

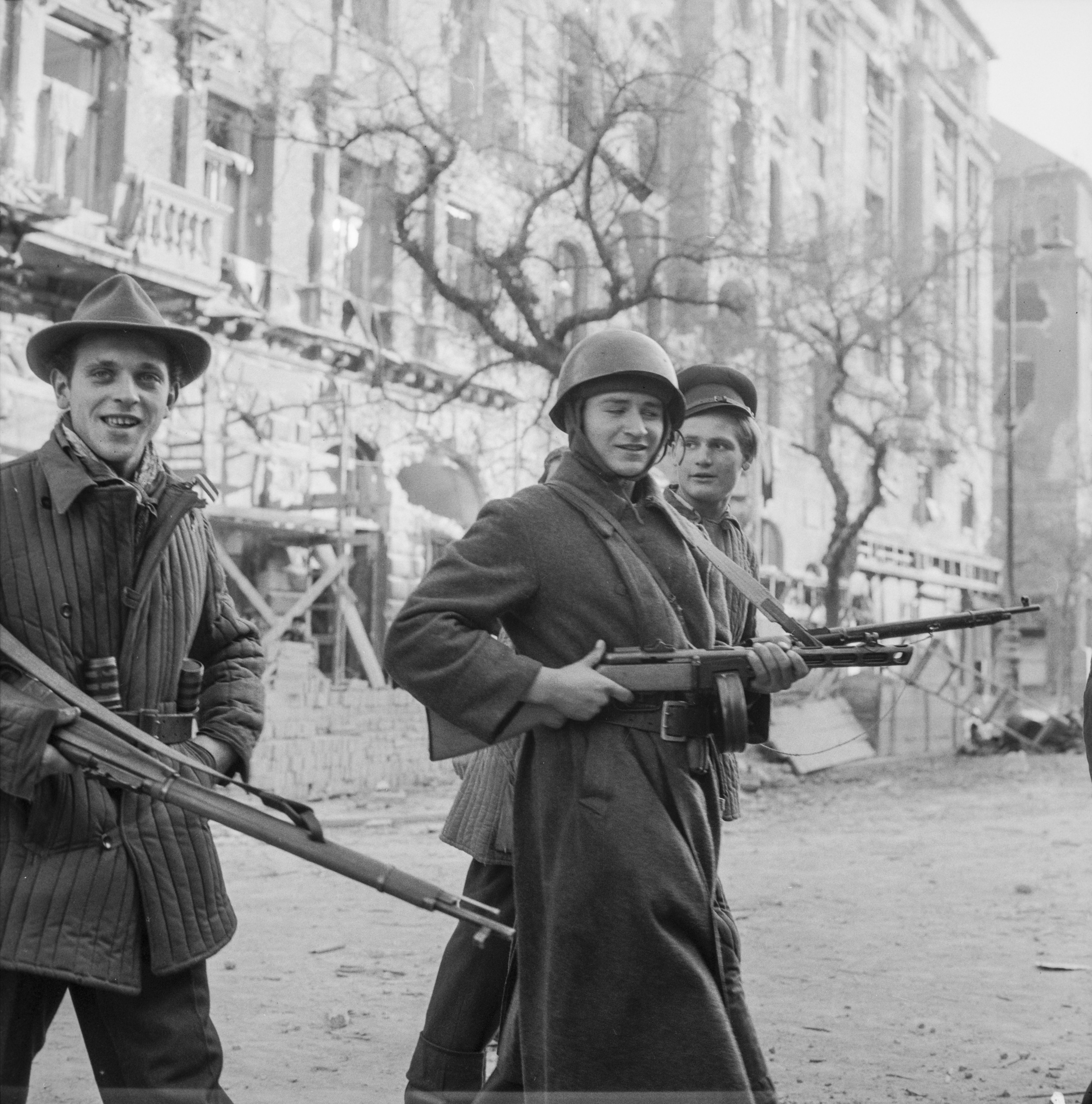
Rivoluzionari ungheresi anticomunisti tra gli edifici danneggiati di Budapest

Nelle fabbriche si formarono consigli operai, perlopiù di orientamento anarco-sindacalista, che proclamarono lo sciopero generale. Mosca rispedì Mikojan e Suslov a Budapest. In seguito alla comparsa dei blindati sovietici, si estese l'insurrezione. Il grosso dei combattimenti avvenne a Budapest. I comandanti sovietici spesso negoziavano dei cessate il fuoco a livello locale con i rivoluzionari. In alcune regioni le forze sovietiche riuscirono a fermare l'attività rivoluzionaria.
Il 25 ottobre s'insediò il governo Nagy, in cui comparve il filosofo marxista Lukács insieme ad altri moderati. Kádár divenne segretario del partito al posto di Gerő. Dinanzi agli assalti alle sedi della radio e del partito, l'ÁVH sparò sui rivoltosi. Intanto, in varie parti del Paese, sorsero i Consigli operai che richiesero il ritiro dei sovietici e libere elezioni, mentre si susseguivano i combattimenti. In alcune contee (Borsod e Győr-Sopron) il potere passò in mano ai consigli e l'ÁVH venne sciolta.
Il 28 ottobre le truppe sovietiche, assieme a elementi dell'Esercito ungherese fedeli al vecchio regime, concepirono un piano di contrattacco, ma non era affatto sicuro che sarebbero riusciti ad avere la meglio (forti dubbi serpeggiavano in proposito anche fra i comandanti ungheresi). Altri ufficiali dell'esercito si rifiutarono di partecipare all'iniziativa e di sparare sui rivoltosi. Una parte della polizia, capeggiata dal questore di Budapest Sándor Kopácsi, stava con questi ultimi. Così unità dell'esercito, come quelle della caserma Kilián, dov'era di stanza il colonnello Pál Maléter, spedito a reprimere l'insurrezione il 25 ottobre e, pur con qualche esitazione, passato dalla parte degli insorti. Come risultato, l'esercito ungherese restò sostanzialmente passivo. Nagy intervenne per scongiurare una carneficina e iniziò trattative febbrili, prima con Andropov, poi con Mikojan e infine con lo stesso Chruščёv. In quel momento l'attitudine del Cremlino continuava a essere quella di considerare Nagy un elemento prezioso per trovare una via d'uscita pacifica, "alla polacca", concedendo maggiore autonomia e ritirando anche le truppe, se necessario. Mentre le trattative procedevano, i sovietici compirono maldestre mosse militari e vennero sostanzialmente battuti dagli uomini di Maléter. Nagy negoziava con i sovietici un cessate il fuoco che annunciò alle 13 e 20 assieme al riconoscimento del carattere nazionale e democratico dell'insurrezione e all'avvio di negoziati con gli insorti. Annunciò anche l'imminente ritiro delle truppe sovietiche e lo scioglimento dell'ÁVH. Il partito socialista si "autosciolse", Gerő raggiunse Rákosi nel suo esilio in URSS. La tregua teneva.
Rinacquero sindacati, giornali e associazioni culturali abolite da Rákosi. A Roma 101 intellettuali comunisti firmarono un appello di solidarietà con gli insorti. Vari agenti dell'ÁVH e dirigenti del partito (compreso il segretario di Budapest, di orientamento riformatore) vennero trucidati, mentre si iniziò a formare una Guardia Nazionale composta dagli insorti. Il 30 ottobre Mikojan e Suslov ritornarono a Budapest, latori di una risoluzione del Praesidium che stabiliva rapporti paritari tra l'URSS e gli altri paesi socialisti. Si decise, quindi, di non intervenire militarmente. Si formò un nuovo governo Nagy quadripartito composto da comunisti, socialdemocratici, nazional-contadini e piccoli proprietari. Il cardinale Mindszenty venne liberato e ricondotto a Budapest. Capo di quella pattuglia di liberatori fu il maggiore di origini italiane Antal Pallavicini (che finirà impiccato il 10 dicembre 1957).
Nel frattempo iniziò la crisi di Suez: l'aviazione anglo-franco-israeliana attaccò in forze l'Egitto, che aveva nazionalizzato il canale. Il 31 ottobre a Mosca il Praesidium del Comitato centrale dell'URSS, assenti Mikojan e Suslov che si trovavano in Ungheria, si risolse per l'intervento, soprattutto in considerazione della situazione internazionale e per non dare "un segno di debolezza a favore degli imperialisti". Nikita Chruščёv, una volta deciso l'intervento, spronò Ivan Serov, il comandante del KGB con il quale aveva un lungo sodalizio e una ricambiata stima dai tempi dell'Ucraina, a intervenire invadendo in forze l'Ungheria. Venne chiesto un parere al maresciallo Ivan Stepanovic Koniev, maresciallo dell'URSS, comandante in capo del Patto di Varsavia, sul tempo necessario per schiacciare la rivolta e la risposta fu tre giorni. Venne così decisa l'invasione col nome in codice operazione Turbine.
Il 1º novembre i movimenti di truppe corazzate dell'Armata Rossa alle frontiere e all'interno dell'Ungheria divennero evidenti. Nagy chiese spiegazioni ad Andropov che lo rassicurò: si stanno ritirando, sono solo movimenti "tecnici". Le spiegazioni non erano credibili e il governo proclamò la neutralità, chiedendo per telescrivente all'ONU di mettere all'ordine del giorno la questione ungherese, con la previsione di una garanzia internazionale dei quattro grandi (inclusa quindi l'URSS) della neutralità ungherese. Ciò non avverrà in tempo utile.
Il 2 novembre il Consiglio di Sicurezza dell'ONU mise all'ordine del giorno la questione ungherese. In Ungheria Maléter fu nominato ministro della difesa. Mentre Chruščëv volava prima a Bucarest (Romania) e poi a Brioni (Jugoslavia), per ottenere dai rispettivi Partiti comunisti al potere l'assenso all'invasione, nel paese iniziò a tornare la calma e la Guardia Nazionale iniziò a mettere ordine. Già il 1º novembre sera Kádár era sparito dalla circolazione e volato a Mosca, contraddicendo le sue dichiarazioni di difesa della "nostra gloriosa rivoluzione", diffuse quello stesso giorno, assieme a Ferenc Münnich. Fu Andropov a fare pressioni in tal senso su Münnich, un filo-sovietico stalinista, il quale a sua volta convinse Kádár. Nella confusione di quei momenti, la loro sparizione passò quasi inosservata. A Mosca, Kádár parlò davanti al Praesidium e affermò che "un intervento armato ridurrebbe a zero la credibilità morale dei comunisti".
Il 3 novembre Maléter e la delegazione ungherese, che stava affrontando una seconda tappa di negoziati per il ritiro dei militari sovietici in un acquartieramento dell'Armata Rossa comandato dal generale Malinin, vennero arrestati da Ivan Serov e dai suoi uomini. Malinin protestò vigorosamente, ma dovette fare buon viso a cattivo gioco. Nel frattempo, i consigli approvarono una mozione in cui si stabiliva la ripresa del lavoro in tutta l'Ungheria il 5 novembre. Kádár a Mosca era impegnato nelle discussioni sulla formazione di un nuovo governo.

### La reazione politica sovietica
Anche se si ritiene comunemente che la dichiarazione ungherese di voler uscire dal Patto di Varsavia abbia provocato la soppressione della rivoluzione da parte dell'esercito sovietico, le minute degli incontri al Praesidium del Comitato Centrale del PCUS indicano che le richieste di ritiro delle truppe sovietiche furono solo uno fra tanti diversi fattori che determinarono la scelta dell'invasione e soprattutto che la dichiarazione di neutralità ungherese fu posteriore alla decisione dell'invasione e susseguente alle informazioni sull'afflusso di nuove truppe sovietiche ai confini dell'Ungheria.
Mentre il Praesidium aveva discusso e deciso di non intervenire, una fazione favorevole alla linea dura e che si radunava attorno a Molotov, spingeva per l'intervento. Chruščёv e il generale Žukov non erano favorevoli all'intervento, ma la paura di uno sgretolamento del sistema a causa delle tendenze centrifughe nei paesi satelliti, inasprì la posizione rigida del Praesidium del PCUS.
Le posizioni espresse dai rivoltosi ungheresi che più allarmarono il Praesidium del CC del PCUS furono lo spostamento verso la democrazia parlamentare multipartitica e la costituzione del Consiglio Nazionale Democratico dei Lavoratori. Entrambe sfidavano la predominanza del Partito Comunista Sovietico nell'Europa Orientale e forse nella stessa Unione Sovietica. Mentre Regno Unito e Francia erano impegnate militarmente e politicamente in Egitto nella crisi di Suez, gli Stati Uniti espressero il 27 ottobre la loro posizione per bocca del Segretario di Stato dell'amministrazione Eisenhower, John Foster Dulles: «Non guardiamo a queste nazioni [Ungheria e altre del Patto di Varsavia] come a potenziali alleati militari». Mai, in modo concreto, al di là della retorica politica, gli USA presero in considerazione la possibilità di un intervento militare, ma nemmeno quella di esercitare più forti pressioni politiche sull'URSS.
Fu sostanzialmente Radio Free Europe da Monaco di Baviera a esasperare la situazione, ventilando la possibilità di un intervento militare occidentale, americano in particolare, fornendo acqua al mulino della tesi sovietica e poi kadariana della "controrivoluzione". Sulla base di questa combinazione di considerazioni di politica interna e di politica estera, il Praesidium dell'URSS, il 31 ottobre, decise di rompere il cessate il fuoco e di spazzare via la rivoluzione ungherese. Chruščёv titubò a lungo, ma, una volta presa la decisione, fece pressioni sul KGB perché intervenisse in fretta.

### La rivoluzione schiacciata (4-10 novembre)

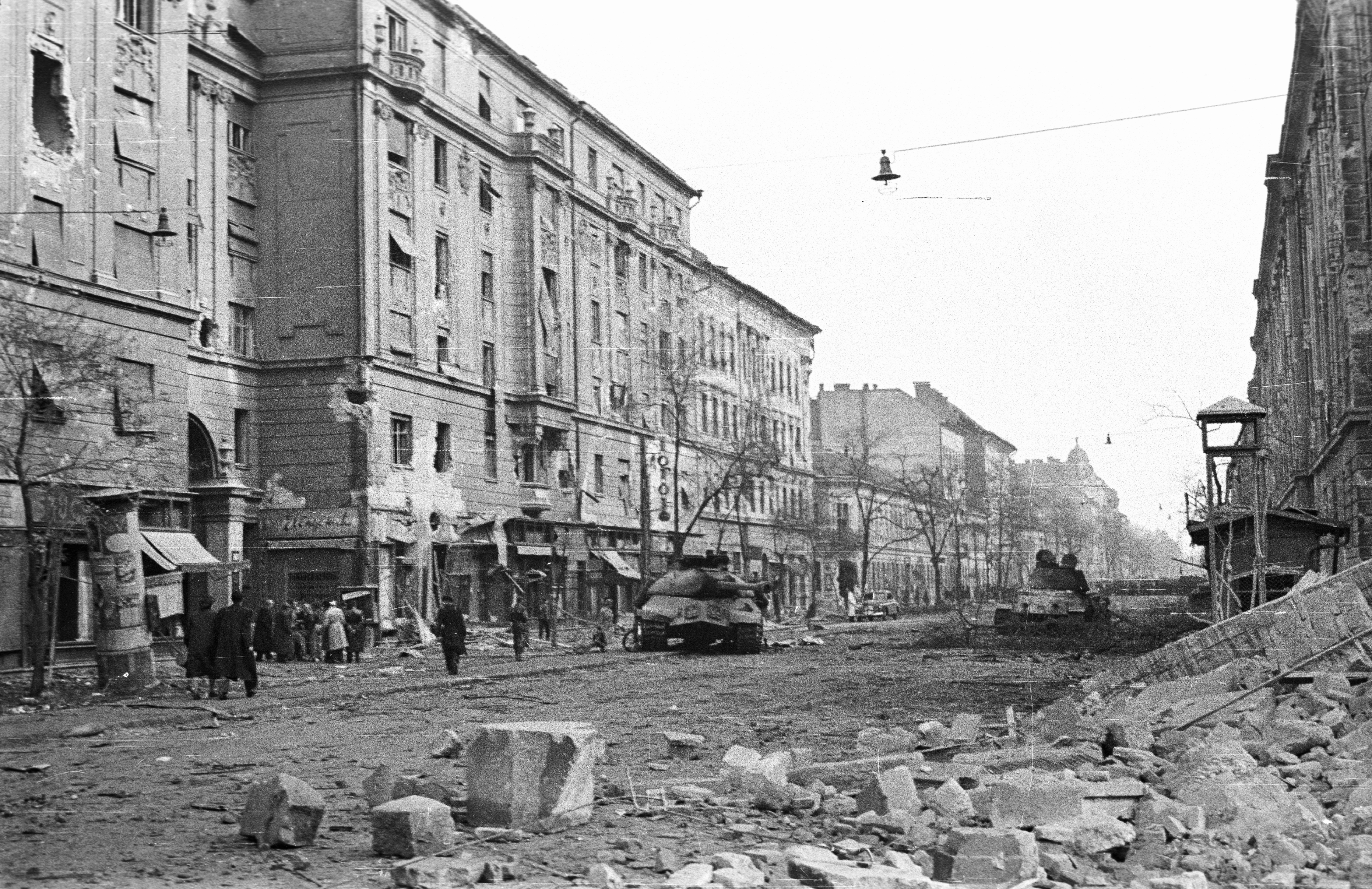
Macerie dopo la fine dei combattimenti nell'8º distretto di Budapest

Il 4 novembre l'Armata Rossa arrivò alle porte di Budapest con circa 200000 uomini e 4000 carri armati, e iniziò l'attacco, trovando un'accanita resistenza nei centri operai; la sproporzione abissale delle forze in campo era tale che le resistenze ebbero comunque vita brevissima. In serata Kádár raggiunse l'Ungheria e fece annunciare dalla città di Szolnok, con un messaggio radio, la formazione di un "governo rivoluzionario operaio e contadino".
Anche Nagy fece trasmettere tramite Radio Kossuth Libera (radio di Stato) alle ore 5,20 il seguente messaggio, che venne ripetuto anche in inglese, russo, e francese:
(Tratto da: La rivoluzione Ungherese, una documentata cronologia degli avvenimenti attraverso le trasmissioni delle stazioni radio ungheresi, Arnoldo Mondadori Editore, Roma, 1957.)
Nagy e diversi suoi compagni trovarono rifugio nell'ambasciata jugoslava, dopo aver ricevuto assicurazioni sulla possibilità della concessione dell'asilo politico. István Bibó, unico ministro a non lasciare il Parlamento denunciò, in nome del governo, l'illegalità dell'occupazione. Il 14 novembre si formò il consiglio operaio centrale di Budapest e dintorni, che proclamò lo sciopero generale, chiese il ritiro delle truppe sovietiche e il ritorno del governo Nagy. Kádár dovette negoziare a lungo con i Consigli operai prima di riguadagnare il controllo della situazione. Il 22 novembre i rifugiati dell'ambasciata jugoslava uscirono con un salvacondotto di Kádár per "fare ritorno a casa", ma in realtà vennero immediatamente rapiti dai sovietici. Si rifiutarono di riconoscere il nuovo governo e vennero deportati a Snagov, in Romania.
Il 4 novembre tutti i piani che erano stati predisposti per diversi giorni diedero i loro frutti. Le truppe sovietiche impiegate erano diverse da quelle di stanza in Ungheria, che erano state utilizzate nelle operazioni precedenti. Queste non avevano simpatie per gli Ungheresi, e, allo scopo di evitare possibili tentennamenti nell'andare a reprimere un popolo "fratello", era stato detto loro che ci si poteva aspettare un attacco delle truppe americane da nord (rendendo così possibile lo scoppio di una terza guerra mondiale). L'Unione Sovietica giustificherà poi il suo intervento sulla base della responsabilità nei confronti di un alleato del Patto di Varsavia, ovvero il governo Kádár, che disse essersi formato il 4 novembre. Le truppe sovietiche assegnate al compito provenivano dalla riserva nazionale, le altre nazioni del Patto di Varsavia non fornirono truppe.
Questo intervento, contrariamente a quello del 23 ottobre, non si affidava a colonne di carri armati senza sostegno che penetravano in aree urbane densamente popolate. L'intervento del 4 novembre venne costruito attorno a una strategia combinata di incursioni aeree, bombardamenti di artiglieria e azioni coordinate tra carri e fanteria (i sovietici impiegarono circa 4 000 carri armati) per penetrare nelle aree urbane nevralgiche. Mentre l'esercito ungherese metteva in piedi una resistenza scoordinata, fu la classe operaia ungherese, organizzata dai propri Consigli, che giocò un ruolo chiave nel combattere le truppe sovietiche. A causa della forza della resistenza della classe operaia, furono le zone industriali e proletarie di Budapest a essere bersagliate di preferenza dall'artiglieria sovietica e dai raid aerei. Queste azioni continuarono in modo improvvisato fino a quando i Consigli di lavoratori, studenti e intellettuali chiesero il cessate il fuoco il 10 novembre.

#### La decisione di Mosca
Nel valutare le motivazioni dell'intervento sovietico, si devono esaminare diversi fattori. 
Il Praesidium del Comitato Centrale del PCUS cercò di sostenere un governo ungherese che fosse controllato da un partito amico. Alla fine di ottobre il governo Nagy si era spinto ben oltre i limiti accettabili dal PCUS. Per la maggioranza del Praesidium, le istanze del controllo dei lavoratori in Ungheria erano incompatibili con la propria idea di socialismo e dovevano essere eliminate. Le relazioni internazionali sovietiche nell'Europa centrale non erano dettate solo dal desiderio di esercitare un'egemonia di stampo imperiale, ma anche dalla paura di un'invasione da ovest. Queste paure erano radicate profondamente nella politica estera sovietica: risalivano alla guerra civile e a quella con la Polonia negli anni 1920. Fu comunque l'invasione tedesca dell'URSS nel 1941, aiutata dallo Stato ungherese, che cementò il concetto sovietico di un necessario cuscinetto difensivo di Stati alleati in Europa centrale.
Dal punto di vista del gruppo dirigente sovietico di quel tempo, va citata la causa probabilmente determinante della decisione di effettuare l'invasione - idea osteggiata fino all'ultimo da Mikojan - e cioè la paura di Chruščёv di essere rovesciato dagli stalinisti (Molotov, a esempio), che già mordevano il freno e che difficilmente gli avrebbero perdonato di avere "perso l'Ungheria". Questa paura era assai più giustificata delle vecchie e tradizionali visioni staliniste dell'"accerchiamento" che non erano così presenti in un Chruščёv, convinto della possibilità della coesistenza pacifica. Non c'è dubbio che Molotov avrebbe tentato di rovesciarlo in tale evenienza, facendo appello certamente alle "antiche paure" per raccogliere attorno a sé l'Armata Rossa, che pullulava ancora di ufficiali che dovevano la loro carriera a Stalin.
Nel 1956 c'era inoltre il timore diffuso, e reale, di un dilagare a macchia d'olio del "fenomeno Ungheria", un effetto domino, com'è stato scritto. C'erano state manifestazioni di massa a Varsavia (Polonia) in appoggio della rivoluzione ungherese, e anche in Romania in diversi luoghi ebbero luogo manifestazioni di protesta. Sempre in Romania, in Transilvania, nell'Università Bolyai di Cluj si era costituito un "movimento studentesco" al quale aderivano molti docenti iscritti al partito. Il tutto somigliava molto ai prodromi della rivoluzione ungherese. Il KGB riferiva che in Cecoslovacchia, a Bratislava e altri centri di provincia, dove avevano luogo manifestazioni studentesche, c'era una "crescente ostilità e sfiducia nell'Unione Sovietica".
Nella stessa Unione Sovietica c'era stata un'ondata di disordini come contraccolpo della destalinizzazione. Nella primavera del '56 si erano verificati disordini in Georgia - Paese tradizionalmente insofferente al dominio sovietico fin dai tempi dell'ottobre 1917 (era saldamente in mano, allora, ai menscevichi) - a Tbilisi e in altre città, e il Cremlino aveva dichiarato la legge marziale in tutto il Paese, inviando truppe e carri armati. Durante il primo intervento in Ungheria, nell'Università di Mosca studenti e docenti avevano manifestato contro l'intervento ed erano stati repressi. Anche a Jaroslavl' c'erano state manifestazioni di protesta e il KGB era intervenuto con mano pesante. Dal fronte degli scrittori sovietici si temeva - a torto o a ragione - una loro emulazione del circolo Petőfi.
Il gruppo dirigente dell'URSS dell'epoca era composto da uomini che erano sopravvissuti allo stalinismo. Questo vale anche per gli stessi stalinisti come Molotov, che si era salvato da una purga (una delle ultime due) grazie alla provvidenziale morte di Stalin. Abituati a fronteggiare avversità e pericoli di ogni genere, non erano certo nel panico di fronte a una situazione difficile, ma appariva loro chiaro che c'era un rischio reale di sgretolamento dell'URSS e del suo sistema, una specie di "anticipazione" di quanto avverrà assai più tardi, dopo la caduta di Gorbačëv e del regime.
Bisogna inoltre tenere anche presente che, come già detto, Mikojan, che era stato inviato in Ungheria assieme a Suslov in quanto "specialista" di quel Paese, è stato fino all'ultimo fautore di una soluzione negoziata, cercando di scongiurare l'invasione anche dopo che questa era già stata decisa (in sua assenza, essendo lui in Ungheria), appena rientrato al Cremlino. La sua idea continuava a essere quella di una soluzione "alla Gomułka", che impedisse di "perdere l'Ungheria", e insieme di non perdere credibilità internazionale anche e soprattutto all'interno dei "Paesi satelliti". Inseguendo Nikita Chruščёv nel cortile del Cremlino, mentre questi stava partendo per il suo giro dei Paesi dell'Est per ottenere quanto meno una "neutralità" se non l'approvazione dell'invasione, Mikojan arriverà a minacciare le dimissioni, anche se in modo un po' oscuro. Chruščёv equivocherà il suo discorso, interpretandolo come una minaccia di suicidio, e lo inviterà a non fare sciocchezze. Quando Chruščёv rientrerà dal suo giro, sarà ormai troppo tardi, e Mikojan si adatterà agli eventi.
Anche un oscuro quadro, funzionario alla Pianificazione, Maksim Suburov, si pronunciò contro la soluzione militare, perché "avrebbe giustificato l'esistenza della NATO", una motivazione non molto lontana da quella di Mikojan. A quanto risulta, furono le uniche due voci contrarie all'intervento dell'Armata Rossa. Lo stesso Kádár, che aveva partecipato in modo convinto al movimento rivoluzionario, all'inizio si dichiarò a Mosca per una soluzione negoziata. I sovietici, dietro suggerimento di Tito, preferirono lui a Ferenc Münnich - un uomo a quanto si dice dal carattere piuttosto servile - perché più credibile, a causa del suo passato non solo nei brevi giorni della rivoluzione: era stato lui stesso una vittima di Rákosi.

### Dal 10 novembre in poi
Tra il 10 novembre e il 19 dicembre i consigli dei lavoratori negoziarono direttamente con le forze di occupazione sovietiche. Mentre riuscirono a ottenere alcuni rilasci di prigionieri politici, non ottennero il loro scopo, il ritiro dei sovietici. János Kádár, capo del Partito Socialista Operaio Ungherese formò un nuovo governo, col supporto dell'URSS, che dopo il dicembre 1956 aumentò costantemente il suo controllo sull'Ungheria. Sporadici attacchi della resistenza armata continuarono fino alla metà del 1957.
Imre Nagy, Pál Maléter e il giornalista Miklós Gimes vennero processati e giustiziati in gran segreto dal governo di Kádár il 16 giugno 1958, dopo un processo a porte chiuse durato cinque giorni. Jozsef Szilagyi, capo della segreteria di Nagy, era già stato giustiziato due mesi prima.
Il Primate cattolico d'Ungheria, il cardinale József Mindszenty trovò rifugio nella sede della rappresentanza diplomatica statunitense a Budapest, dove sarebbe rimasto per ben quindici anni. Altre esecuzioni avvennero a più riprese. Le stime della CIA, pubblicate negli anni sessanta, parlano approssimativamente di 1200 esecuzioni.
Nel 1963 la gran parte dei prigionieri politici sopravvissuti della rivoluzione ungherese del 1956 fu rilasciata dal governo di János Kádár.
Il 23 ottobre 1989, a pochi mesi dalla caduta del regime comunista e in occasione del trentatreesimo anniversario della rivoluzione, venne ufficialmente proclamata la Repubblica d'Ungheria, che perse definitivamente la vecchia denominazione di Repubblica Popolare. Da allora tale giorno è festa nazionale.
Imre Nagy e tutte le vittime della rivolta del '56 sono stati riabilitati. Il funerale di Nagy, come già accadde per Rajk, è stato "ripetuto", o forse è più corretto dire ha avuto luogo per la prima volta, il 16 giugno 1989. Per il Partito comunista italiano, un paio di anni prima di cambiare nome in PDS, ai funerali partecipò Achille Occhetto, l'allora segretario. Gorbačëv ammetterà come errore l'intervento militare del '68 a Praga ma non quello del '56 a Budapest. L'11 e il 12 novembre 1992 il presidente russo Boris El'cin, succeduto a Michail Gorbačëv, in visita a Budapest, rese omaggio ai caduti della rivoluzione e, parlando al Parlamento ungherese, chiese scusa per l'invasione. Consegnò inoltre al governo ungherese i documenti sovietici sulle vicende del '56.

## Cause
Il collasso economico e i bassi standard di vita provocarono un profondo malcontento nella classe lavoratrice, reso manifesto ad esempio dai violenti scontri che spesso accompagnavano le partite di calcio. I contadini erano scontenti delle politiche terriere promosse dal Partito Socialista, il quale non fu neppure in grado di unire le sue ali riformista e stalinista. Oltre a questo si aggiungevano le proteste di giornalisti e scrittori non soddisfatti delle loro condizioni di lavoro e dell'impossibilità di un controllo diretto dei loro sindacati. Il malcontento degli studenti ruotava intorno alle condizioni accademiche e ai criteri di accesso all'università, con proteste che sfociarono nella creazione di sindacati studenteschi indipendenti. 
Il discorso di Nikita Chruščёv sul governo sovietico sotto Stalin causò un acceso dibattito all'interno dell'élite del Partito Socialista Ungherese: proprio mentre all'interno del Partito era in pieno corso la discussione sulla leadership, la popolazione si mobilitò.

## Dibattito storico
L'importanza storica e politica della rivoluzione ungherese del 1956 è ancora ampiamente dibattuta.
Le principali visioni sulla natura della rivoluzione sono:
- Fu una rivoluzione anarchica e socialista libertaria, che mirava a creare un nuovo tipo di società modellata sui consigli dei lavoratori ungheresi. Questa fu l'interpretazione maggiormente diffusa tra i comunisti libertari, gli anarchici e alcuni trotskisti.
- Fu una rivoluzione liberale spontanea con l'intento di stabilire l'autodeterminazione politica e l'indipendenza dal Patto di Varsavia. Questa è l'interpretazione diffusa in Ungheria e negli Stati Uniti e sostenuta dai liberali e anche dai social-democratici.
- Fu una rivoluzione fascista, che mirava a ripristinare un governo Hortyiano o delle Croci Frecciate. Questa è stata un'interpretazione piuttosto diffusa tra i partiti comunisti allineati con l'Unione Sovietica e la Repubblica Popolare Cinese, ed è presente in molte fonti primarie che trattano della rivoluzione, ad esempio, nella serie di "libri bianchi" del governo ungherese (novembre 1956–1959). Tale visione è stata sostenuta solo da una minoranza di storici durante gli anni del regime anche per il fatto che da parte ungherese tutti i resoconti e i documenti che riguardavano i tragici avvenimenti del 1956 furono, fino al 1989, continuamente sottoposti a censura.

Esiste dunque una grande varietà di posizioni storiografiche, in conflitto e spesso inconciliabili. Per giunta, poiché la rivoluzione ebbe breve vita, è molto difficile speculare su quali sarebbero stati i suoi effetti se avesse avuto successo.

## Gli effetti sulla sinistra italiana

### Loscoopdell'Avanti!e la presa di posizione del gruppo dirigente del Partito Socialista Italiano a favore della rivoluzione ungherese
Il giornalista Luigi Fossati, allora inviato dell'Avanti! a Berlino Est, appena avuto notizia dell'insurrezione ungherese vi si precipitò e realizzò un grande scoop: presente a Budapest durante la rivoluzione dell'ottobre 1956, fu l'unico giornalista occidentale ad assistere personalmente alla rivolta del popolo ungherese contro il regime stalinista di Rákosi fino all'arrivo, il 4 novembre, dei carri armati inviati da Mosca. Scrisse quindi una serie di articoli basati su quanto da lui personalmente osservato e su quanto riferitogli direttamente dai partecipanti alla sollevazione popolare, che riuscì a far recapitare al suo giornale tramite un connazionale in partenza per l'Italia.
L'Avanti! pubblicò gli articoli senza alcuna censura, benché contenessero l'implicita accusa all'URSS di aver invaso militarmente l'Ungheria al solo scopo di reinstaurare l'ortodossia sovietica e di stroncare il tentativo di rinnovamento del regime comunista richiesto dalla maggioranza della popolazione ungherese. Il Partito Socialista Italiano era molto legato al PCI e al mito dell'Unione Sovietica come patria del socialismo reale.
Il reportage di Fossati fu ripreso da quasi tutti i giornali italiani e da molti quotidiani e periodici esteri.
Lo scoop dell'Avanti! determinò la presa di posizione della gran parte del gruppo dirigente del Partito Socialista Italiano a favore della rivoluzione ungherese, con il definitivo allontanamento del PSI dal regime sovietico.
Nel numero dell'Avanti! del 28 ottobre 1956, in cui era pubblicato il reportage di Fossati, il segretario del PSI, Pietro Nenni scrisse:
Il vecchio motto che non si sta seduti sulla punta delle baionette vale anche per i carri armati. 
Si può schiacciare una rivolta, ma se questa, come è avvenuto in Ungheria, è un fatto di popolo, le esigenze ed i problemi da essa poste rimangono immutati. 
Il movimento operaio non aveva mai vissuto una tragedia paragonabile a quella ungherese, a quella che in forme diverse cova in tutti i paesi dell'Europa orientale, anche con i silenzi, i quali non sono meno angosciosi delle esplosioni della collera popolare. 
Quanto di meglio noi possiamo fare per i lavoratori ungheresi è aiutarli a risolvere i problemi da essi posti a base del rinnovamento della vita pubblica nel loro e negli altri paesi dell'Europa orientale, aiutarli a spezzare gli schemi della dittatura in forme autentiche di democrazia e di libertà. 
Daremo tutta l'opera nostra in aiuto del popolo ungherese perché possa attuare il socialismo nella democrazia, nella libertà, nell'indipendenza.»
Nenni restituì il Premio Stalin per la pace conferitogli cinque anni prima e devolse la somma ricevuta alla Croce Rossa Internazionale in favore delle vittime della rivoluzione ungherese e della crisi di Suez.
All'interno del partito fondò la corrente "autonomia socialista", tendente a creare le condizioni per un governo espressione di un accordo tra i socialisti e il centro, contrapposta alla corrente dei "carristi", così chiamati perché favorevoli ai carri armati delle truppe sovietiche in Ungheria, i cui componenti, in gran parte, uscirono dal Partito nel 1964 per dar vita al nuovo PSIUP.
La polemica con il PCI, che appoggiò senza remore l'intervento delle truppe sovietiche in Ungheria, fu durissima.
Tra i dirigenti comunisti dell'epoca si distinse il trentenne Giorgio Napolitano, il quale, deputato da tre anni, durante l'VIII° congresso del PCI, elogiò senza mezzi termini l'invasione sovietica di Budapest, affermando che "l'intervento sovietico in Ungheria" aveva contribuito, oltre che ad impedire che l'Ungheria cadesse nel caos e nella controrivoluzione, "non già a difendere solo gli interessi militari e strategici dell'Urss ma a salvare la pace nel mondo". Solo 50 anni dopo, nel 2006, scrisse in un libro di essersene pentito e ammise, in occasione del 50º anniversario dei "fatti d'Ungheria" che "Nenni aveva ragione".
La posizione dei socialisti sulla vicenda ungherese e la presa di distanze dal regime sovietico favorirono l'ingresso nel PSI degli ultimi "azionisti" (Codignola), provenienti dalla lista di Unità Popolare e di alcuni esponenti comunisti usciti dal PCI proprio in conseguenza dell'appoggio all'intervento sovietico in Ungheria, tra i quali Antonio Giolitti, Loris Fortuna, Antonio Ghirelli.

### La pubblicazione delreportagedi Luigi Fossati neiLibri BianchiEinaudi
Il 17 novembre 1956, a due settimane dall'invasione sovietica in Ungheria, l'editore torinese Giulio Einaudi scrisse al segretario del PCI Palmiro Togliatti e, rinnovandogli la sua fiducia politica e stima personale, lo esortava a partecipare al processo di "normalizzazione" dell’Ungheria, facendosi promotore, a livello internazionale, dell'idea di un socialismo diverso da quello sovietico: «A mio avviso non perderei un minuto, e anche con sollecitudine mi recherei a Mosca, a Belgrado, a Varsavia, a Budapest. Porteresti tutto il peso della tradizione di lotta del Partito […]. Scusami per questa lettera, dettata dalla coscienza delle comuni responsabilità, di una grande fiducia nel socialismo, di una grande stima per la tua persona».
Tre giorni dopo, il 20 novembre 1956, Einaudi, non avendo ricevuto risposta, o avendola ricevuta negativa da parte del segretario del Pci, scrisse al segretario del PSI Pietro Nenni per richiedergli l'autorizzazione a pubblicare il reportage di Fossati da Budapest, con una sua prefazione: «Da parte mia vorrei soltanto dire che la pubblicazione di una Casa non di partito darebbe alla tua prefazione e al resoconto dei fatti d'Ungheria un significato politico, una "presa", nel Paese, su un'opinione pubblica intontita e disorientata, di cui tu sei meglio di me in grado di valutare l’importanza in questo momento.».

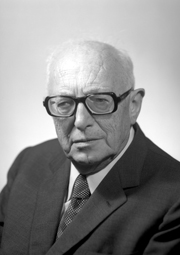
Pietro Nenni

Nenni, comprendendo che l'iniziativa di Einaudi avrebbe allargato la discussione sui "fatti d'Ungheria" a tutta la sinistra, facendo conoscere la posizione socialista di difesa dell'autonomia del popolo ungherese dall'intervento militare sovietico, acconsentì alla pubblicazione e fece avere a Einaudi una prefazione che introdusse il testo di Fossati: «Le corrispondenze di Luigi Fossati all'Avanti! sugli avvenimenti di Budapest sono qualcosa di più di un reportage; sono la testimonianza di un socialista». Parole politicamente nette che vennero riprodotte in nero sull'austera copertina bianca che, studiata dall'artista e grafico Bruno Munari, diventò la veste ufficiale della nuova collana di libri d'attualità edita dalla Einaudi, che da essa prese il nome: "I libri bianchi".
Einaudi aveva dunque deciso di divulgare nel primo libro della nuova serie bianca della sua attività editoriale una ricostruzione dei fatti contraria a quella sostenuta dal Pci di Togliatti, partito con il quale egli aveva sempre coltivato un rapporto privilegiato seppur non privo di contrasti.
Si trattò a tutti gli effetti di un atto politico, la cui forza fu resa ancora più dirompente dal fatto che intorno a Giulio Einaudi, in quei turbinosi mesi del 1956, si muoveva tutta la casa editrice, a cominciare dalla cellula aziendale comunista intitolata a Giaime Pintor che, negli ultimi giorni di ottobre, approvò all'unanimità due documenti di critica alle posizioni del Pci sui fatti polacchi e ungheresi
La posizione assunta dalla cellula Pintor contro la linea del Partito ebbe un'eco nell'intervento di Togliatti nella riunione della Direzione del PCI del 30 ottobre: «L'altra posizione sbagliata è che la sommossa è stata democratica e socialista e dovevamo sostenerla fin dall'inizio. Assieme a ciò attacco al partito per non essersi mosso sui problemi internazionali dopo il XX congresso. Posizioni di organizzazioni e gruppi di compagni a Pisa, Mantova, Modena, Cellula Pintor (di Torino) e di Roma (giornalisti e intellettuali)» (dal verbale della seduta)).
A Roma, la sede della casa editrice diventò uno dei punti di riferimento degli intellettuali e degli studenti universitari comunisti in dissenso con la linea del PCI. Nelle stanze dell'Einaudi si raccolsero le firme di adesione alla lettera del 29 ottobre indirizzata al Comitato centrale del PCI – il cosiddetto "Manifesto dei 101" – promossa da Carlo Muscetta, allora direttore della rivista Società.
Nel novembre del 1956 l'invasione sovietica dell'Ungheria trovava dunque la casa editrice già compatta e attiva sul fronte del dissenso con il partito di Togliatti.
La forte unità politica del gruppo einaudiano si tradusse subito nella realizzazione di un progetto editoriale dedicato all’attualità. Sono tempi nuovi che esigono libri nuovi, come scrisse l'autore anonimo – ma sicuramente si trattava di Calvino – che così presentava la collana dei "Libri bianchi", già attiva da due anni, ai lettori del Notiziario Einaudi: «Mesi cruciali per la storia del mondo, quelli che stiamo vivendo. Le nostre giornate sono scandite dall'uscita delle edizioni speciali dei quotidiani, dalle notizie che ci porta la radio. Il ritmo dei libri è necessariamente più lento, eppure i volumetti della serie "bianca" che già nei caratteri della copertina richiamano l'immediatezza – tanto spesso drammatica – dei giornali, intendono non solo seguire ma precedere l'attualità, un precedere che vorremmo equivalesse a un prevenire, informandoci tempestivamente dei problemi che s'affacciano alla ribalta.
Qui Budapest, come fu intitolato il reportage di Fossati, inaugurò con successo la collana dei "Libri bianchi": fu salutato dalla stampa come «il primo libro sull'insurrezione magiara», «una delle testimonianze più esaurienti e obiettive che si possano avere in Italia sulle drammatiche giornate di ottobre e novembre in Ungheria», «una raccolta di corrispondenze di grande interesse ed importanza non solo per il quadro obiettivo dei tragici avvenimenti che da esse risulta, ma soprattutto per cogliere, in queste osservazioni secche e apparentemente spassionate, il travaglio ideologico del socialismo italiano a contatto con fatti di valore traumatico».
Il libro di Fossati fu un successo editoriale per la tempestività della pubblicazione (gennaio 1957), ma anche per la raffinatezza dell'analisi proposta. Le doti di scrittura di Fossati si accompagnavano alla sottigliezza e alla profondità analitica che l'autore dimostrava nell'elaborazione di considerazioni politiche su eventi ancora in corso. Per Fossati la scrittura diventava il mezzo attraverso cui operare una scelta di campo, in senso politico-ideologico ma, prima ancora, in senso morale:
«Mentre vi trasmetto le ultime note stese durante la battaglia della capitale ungherese, desidero fare una sola precisazione: in questi venti giorni pieni di orrori e violenze, ho parlato con molti operai, con studenti di Budapest. Non ho confuso i loro volti con quelli dei provocatori di marca fascista. Questi lavoratori, questi studenti, mi hanno raccomandato di raccontare esattamente i fatti di cui ero stato testimone diretto. Ho cercato di mantenermi fedele all'impegno, nel limite delle mie forze: l'ho ritenuto, in un momento tanto doloroso, un obbligo morale».

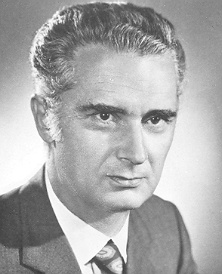
Antonio Giolitti

A Qui Budapest seguì, come secondo volume della collana dei Libri Bianchi, lo scritto di Antonio Giolitti Riforme e rivoluzione, uscito nei primi mesi del 1957, destinato ad avere un'ampia eco nel dibattito politico suscitato nella sinistra italiana dai fatti di Ungheria.
Nel dicembre del 1956 si era tenuto a Roma l'VIII Congresso del PCI, nell'ambito del quale Giolitti espresse pubblicamente il suo dissenso rispetto all'interpretazione ufficiale del partito sui fatti di Ungheria. Di fronte alle richieste di chiarimento avanzate dalla direzione del PCI, Giolitti per rispondere in maniera più analitica scrisse un memoriale, destinato quindi a rimanere nell'ambito ristretto del partito. Ma una volta depositato questo scritto presso la direzione comunista su di esso non si aprì alcuna discussione e sul suo autore calò il silenzio. Giolitti decise allora di rendere pubbliche le sue riflessioni attraverso la casa editrice con cui egli collaborava dal 1943.
Riforme e rivoluzione uscì nei primi mesi del 1957. Alla fase preparatoria della sua pubblicazione la casa editrice si dedicò con impegno intellettuale e passione civile inusuali. A cominciare dal testo stampato in copertina, che venne sottoposto a un'elaborazione minuziosa di cui Giulio Bollati, il principale collaboratore di Giulio Einaudi, diede notizia a Giolitti in una lettera del primo aprile 1957: «Dopo uno spoglio accurato dei passi del tuo libro che meglio esprimono il contenuto e lo spirito del lavoro, Einaudi e noi con lui, ci siamo fermati su questo (p. 22 delle bozze): «Affrontare questi problemi in questi termini non è "revisionismo senza principi": ciò comporta non l'abbandono dei principi, bensì dei vecchi schemi […] e il riesame di certi giudizi e di certe previsioni sulla crisi del capitalismo che i fatti hanno smentito e che l'analisi marxista non solo permette, ma si impone di correggere».
Il testo della fascetta, avvertiva Bollati, è stato approvato «all'unanimità da tutti quanti». Attraverso la pubblicazione dello scritto di Giolitti la casa editrice poté dunque misurare la sua capacità di incidere sul dibattito politico in atto attraverso quello che Calvino definì a tutti gli effetti «un libro per la discussione».
Da un punto di vista commerciale, il manifesto di Giolitti rappresentò, per gli standard di quegli anni, un successo, raggiungendo nel giro di pochi mesi la quarta edizione, suscitò consensi e malumori che spaccarono ulteriormente la compagine della sinistra italiana lungo la linea Psi-Pci. Sulle pagine della stampa nazionale si innescò un fitto dibattito intorno alle tesi del «compagno Giolitti».
Giorgio Napolitano, ex presidente della Repubblica italiana (nel 1956 responsabile della commissione meridionale del Comitato Centrale del PCI), condannò la presa di posizione di Giolitti, qualificando come controrivoluzionari gli insorti ungheresi.
(1956:)
A 50 anni di distanza Giorgio Napolitano, nella sua autobiografia politica Dal PCI al socialismo europeo, parlò del suo "grave tormento autocritico" riguardo a quella posizione, nata dalla concezione del ruolo del Partito Comunista come «inseparabile dalle sorti del campo socialista guidato dall'URSS», contrapposto al fronte "imperialista".
Nel 2006, in occasione dell'anniversario dei fatti d'Ungheria del 1956, Antonio Giolitti ricevé l'omaggio del presidente della Repubblica Giorgio Napolitano, il quale, recandosi personalmente nella sua abitazione romana, riconobbe che cinquant'anni prima la ragione stava dalla sua parte. Il 26 settembre 2006 il Presidente Napolitano, in visita ufficiale in Ungheria, rese omaggio al monumento ai caduti della rivoluzione e alla tomba di Imre Nagy..
Ma la risposta più inattesa arrivò proprio dall'interno del PCI, che decise di rispondere pubblicamente a Riforme e rivoluzione attraverso un opuscolo firmato da Luigi Longo, vicesegretario del PCI, e intitolato Revisionismo nuovo e antico.
Un opuscolo, quello di Longo, che la Einaudi pubblicò nella primavera del 1957 come sesto volume dei Libri Bianchi: fu un'occasione importante per la collana di presentarsi come spazio libero di discussione e confronto sui temi politici all'ordine del giorno. Il senso della scelta di questa pubblicazione venne reso esplicito nella brevissima nota editoriale che accompagnò lo scritto di Longo: «Ci sembra che una discussione pubblica tanto franca ed esplicita tra due esponenti del maggior partito di sinistra costituisca nella nostra recente vita politica un fatto nuovo e chiarificatore, suscettibile di ulteriori interessanti sviluppi. La discussione tra Longo e Giolitti si inserisce nel più ampio dibattito in corso nello schieramento della sinistra italiana. La nostra collana resta aperta a quanti, uomini di cultura e uomini politici, vorranno contribuire ad approfondirlo».

### Il PCI e i fatti d'Ungheria

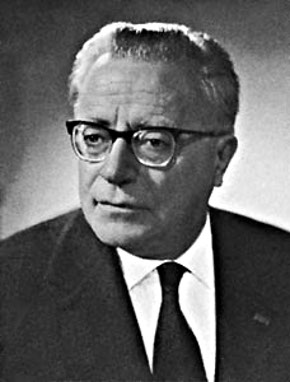
Palmiro Togliatti

La linea ufficiale del PCI fu dettata dal suo segretario generale Palmiro Togliatti, secondo cui non bisognava perdere di vista la globalità del processo storico di affermazione del comunismo.
A partire dalla sollecitazione lanciata nell'ottobre 1986 dallo storico magiaro-francese François Fejto, sono stati trovati i documenti che comprovano al di là di ogni ragionevole dubbio che Togliatti sollecitò i sovietici all'intervento armato contro la rivoluzione ungherese: in una sua lettera del 30 ottobre 1956 al Comitato Centrale del PCUS, pubblicata su La Stampa l'11 settembre 1996, scrisse:
30 ottobre 1956

Gli avvenimenti ungheresi hanno creato una situazione pesante all'interno del movimento operaio italiano e anche nel nostro partito. Il distacco di Nenni da noi che pure, a seguito delle nostre iniziative, aveva mostrato una tendenza a ridursi, si è ora bruscamente acuito. La posizione di Nenni sugli avvenimenti coincide con quella dei socialdemocratici.

Nel nostro partito si manifestano due posizioni diametralmente opposte e sbagliate. Da una parte estrema si trovano coloro i quali dichiarano che l'intera responsabilità di quanto avvenuto in Ungheria risiede nell'abbandono dei metodi stalinisti. All'altro estremo vi sono coloro che accusano la direzione del nostro partito di non aver preso posizione in difesa dell'insurrezione di Budapest e che affermano che l'insurrezione era pienamente da appoggiare e che era giustamente motivata. Questi gruppi esigono che l'intera direzione del nostro partito sia sostituita e ritengono che Di Vittorio dovrebbe diventare il nuovo leader del partito. Essi si basano su una dichiarazione di Di Vittorio che non corrispondeva alla linea del partito e che non era stata da noi approvata. Noi conduciamo la lotta contro queste due posizioni opposte ed il partito non rinuncerà a combatterla.

Tuttavia vi assicuro che gli avvenimenti ungheresi si sono sviluppati in modo tale da rendere molto difficile la nostra azione di chiarimento all'interno del partito e per ottenere l'unità attorno alla sua direzione. Nel momento in cui noi definimmo la rivolta come controrivoluzionaria ci trovammo di fronte ad una posizione diversa del partito e del governo ungheresi e adesso è lo stesso governo ungherese che esalta l'insurrezione. Ciò mi sembra errato. La mia opinione è che il governo ungherese, rimanga o no alla sua guida Imre Nagy, si muoverà irreversibilmente verso una direzione reazionaria.

Vorrei sapere se voi siete della stessa opinione o se siete più ottimisti. Voglio aggiungere che tra i dirigenti del nostro partito si sono diffuse preoccupazioni che gli avvenimenti polacchi ed ungheresi possano lesionare l'unità della direzione collegiale del vostro partito, quella che è stata definita al XX Congresso. Noi tutti pensiamo che, se ciò avvenisse, le conseguenze potrebbero essere molto gravi per l'intero nostro movimento.»
(Palmiro Togliatti)
Togliatti aveva già inviato la lettera ai sovietici, all'insaputa di tutti gli altri dirigenti comunisti italiani, quando, la sera del 30 ottobre, si riunì la direzione del PCI, nel corso della quale egli enunciò il celebre principio: «Si sta con la propria parte anche quando sbaglia».
A fine novembre 1957, durante la prima conferenza mondiale dei partiti comunisti tenutasi a Mosca, Togliatti votò, insieme agli altri leader comunisti (tranne il segretario del Partito Comunista Polacco Gomulka, presente il nuovo leader ungherese János Kádár) a favore della condanna a morte dell'ex presidente del Consiglio ungherese Imre Nagy e del generale Pál Maléter, ministro della difesa, arrestati l'anno prima dalle truppe sovietiche d'occupazione, il 3 novembre nel quartier generale sovietico di Tököl e il 22 novembre appena uscito dall'ambasciata jugoslava con il salvacondotto del governo Kádár, con l'accusa di aver aperto «la strada alla controrivoluzione fascista».
La condanna a morte sarebbe stata sancita soprattutto su pressione della Cina. Secondo quanto affermato dallo stesso Kádár in un verbale di riunione del CC del partito comunista ungherese del 29 novembre 1957, Togliatti pregò di rinviare quelle ingombranti esecuzioni a dopo le imminenti elezioni politiche italiane del 25 maggio 1958, perché il PCI non ne fosse troppo danneggiato. L'invito fu accolto e Imre Nagy fu impiccato il 16 giugno 1958.

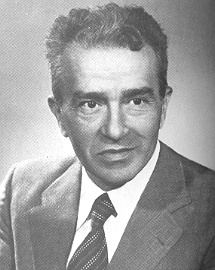
Pietro Ingrao

A Pietro Ingrao, che era andato a trovarlo subito dopo l'invasione per confidargli il suo turbamento, riferendogli di non avere dormito la notte per l'angoscia, Togliatti rispose: «Io invece ho bevuto un bicchiere di vino in più».
Ingrao, pur nel suo "turbamento", essendo all'epoca direttore del quotidiano del PCI l'Unità, si trovò a firmare due perentori editoriali (Da una parte della barricata a difesa del socialismo, uscito senza firma il 25 ottobre 1956, e Il coraggio di prendere posizione, pubblicato il 27 ottobre a firma "P. I.") con cui esprimeva una durissima condanna della rivoluzione ungherese, una posizione filo-sovietica della quale si sarebbe pubblicamente pentito nel prosieguo della sua vicenda politica.
L'Unità definì gli operai insorti "teppisti" e "spregevoli provocatori", nonché "fascisti" e "nostalgici del regime horthyiano", giustificando l'intervento delle truppe sovietiche, sostenendo che si trattasse di un elemento di "stabilizzazione internazionale" e di un "contributo alla pace nel mondo".
Il corrispondente del giornale comunista Orfeo Vangelista così descriveva i "fatti d'Ungheria":
«Gruppi di facinorosi, seguendo evidentemente un piano accuratamente studiato, hanno attaccato la sede della radio e del Parlamento. Gruppi di provocatori in camion hanno lanciato slogan antisovietici apertamente incitando a un'azione controrivoluzionaria. In piazza Stalin i manifestanti hanno tentato di abbattere la statua di Stalin. L'intervento sovietico è un dovere sacrosanto senza il quale si ritornerebbe al terrore fascista tipo Horty. Le squadre dei rivoltosi sono composte prevalentemente da giovani rampolli della aristocrazia e della grossa borghesia».
Luigi Longo sostenne la tesi della rivolta imperialista: «L'esercito sovietico è intervenuto in Ungheria allo scopo di ristabilire l'ordine turbato dal movimento rivoluzionario che aveva lo scopo di distruggere e annullare le conquiste dei lavoratori».
Umberto Terracini dichiarò: «L'intervento sovietico non può che trovare unanime appoggio e solidarietà in tutti i veri democratici italiani».
Tuttavia la base del partito rimase molto scossa e negli anni successivi si ebbe un calo degli iscritti al PCI. Contestualmente si ebbero diverse manifestazioni di piazza di militanti comunisti scesi a sostegno dei rivoluzionari ungheresi.
La CGIL prese posizione a favore degli insorti, con un comunicato approvato all'unanimità dalla segreteria della Confederazione il 27 ottobre 1956 e redatto dal vice-Segretario socialista Giacomo Brodolini, con la piena approvazione del segretario generale Giuseppe Di Vittorio: «La Segreteria della CGIL esprime il suo profondo cordoglio per i caduti nei conflitti che hanno insanguinato l'Ungheria [...] , ravvisa in questi luttuosi avvenimenti la condanna storica e definitiva dei metodi antidemocratici di governo e di direzione politica ed economica che determinano il distacco fra dirigenti e masse popolari... deplora che sia stato richiesto e si sia verificato in Ungheria l'intervento di truppe straniere...» (Avanti! e l'Unità del 28 ottobre 1956).
Poiché si era diffusa la voce che l'atteggiamento assunto dalla C.G.I.L. riguardo agli avvenimenti ungheresi fosse dovuto principalmente alle pressioni dei sindacalisti socialisti, Di Vittorio si sentì di dover dimostrare che tale posizione rifletteva effettivamente le convinzioni di tutti i membri della segreteria confederale (del resto il documento era stato votato all'unanimità), rilasciando a sua volta una dichiarazione all'agenzia di stampa S.P.E., affermando che «gli avvenimenti hanno assunto un carattere di così tragica gravità che essi segnano una svolta di portata storica» e che «è un fatto che tutti i proclami e le rivendicazioni dei ribelli, conosciuti attraverso le comunicazioni ufficiali di radio Budapest, sono di carattere sociale e rivendicano libertà e indipendenza. Da ciò si può desumere chiaramente che — ad eccezione di elementi provocatori e reazionari legati all'antico regime - non vi sono forze di popolo che richiedano il ritorno del capitalismo o del regime di terrore fascista di Horty»..
Per questa sua presa di posizione Giuseppe Di Vittorio fu assoggettato da Togliatti ad una sorta di "processo interno" al PCI, nel quale il leader sindacale fu costretto ad aderire alla posizione ufficiale del partito, in una sorta di abiura di quanto in precedenza da lui affermato, giustificando pubblicamente la sua condotta di sindacalista con l'esigenza di unità della confederazione. L'episodio è raccontato nella fiction sulla vita di Giuseppe Di Vittorio Pane e libertà del 2009.
Alcuni intellettuali comunisti deplorarono l'intervento sovietico nel "Manifesto dei 101", firmato tra gli altri da un gruppo di storici (Renzo De Felice, Luciano Cafagna, Salvatore Francesco Romano, Piero Melograni, Roberto Zapperi, Sergio Bertelli, Francesco Sirugo, Giorgio Candeloro), da alcuni universitari comunisti romani (Alberto Caracciolo, Alberto Asor Rosa, Mario Tronti, Enzo Siciliano), dal filosofo Lucio Colletti, da alcuni critici (Dario Puccini, Mario Socrate, Luciano Lucignani), da artisti e studiosi d'arte (Lorenzo Vespignani e Corrado Maltese), da uomini di cinema (Elio Petri), da giuristi (Vezio Crisafulli), da architetti (Piero Moroni) e da scienziati (Franco Graziosi e Luciano Angelucci).
Molti intellettuali iscritti o simpatizzanti del PCI si dimisero dal Partito - tra di essi Antonio Giolitti, Eugenio Reale, Vezio Crisafulli, Fabrizio Onofri, Natalino Sapegno, Domenico Purificato, Gaetano Trombatore, Carlo Aymonino, Carlo Muscetta, Loris Fortuna, Antonio Ghirelli, Italo Calvino, Elio Vittorini, Rachele Farina - o presero le distanze in maniera netta dal PCI dopo l'appoggio dato all'invasione sovietica, in ciò unendosi alla critica nei confronti dell'intervento armato formulata pubblicamente da chi aveva già abbandonato da tempo il partito (Ignazio Silone).
Tale presa di posizione fu favorita dalle dichiarazioni della CGIL e del Partito Socialista Italiano, in particolare della sua corrente autonomista guidata da Pietro Nenni, che condannò senza riserve la repressione. L'approvarono invece alcuni esponenti della sinistra socialista, da allora definiti "carristi".